# 中華建築
中華建築有限公司，簡稱中華建築，香港人譯作中建有限公司（SGX：F3V），在1992年由趙傳文（董事長及首席執行官）在黑龍江大慶市創立，專門在中國內地經營建築行業。
總部位於61 Robinson Road #13-02 Robinson Centre Singapore 068893。股份在2008年6月12日於新加坡交易所主板上市。招股價為0.39坡元，配售股份為152,698,000股，集資額為60,000,000坡元。

## 連結
- Sino-Construction.com